# Тоастер Нсабата
Тоастер Нсабата (англ. Toaster Nsabata, нар. 4 січня 1990) — замбійський футболіст, воротар клубу «ЗЕСКО Юнайтед».
Виступав, зокрема, за клуб «Занако», а також національну збірну Замбії.

## Клубна кар'єра
У дорослому футболі дебютував 2013 року виступами за команду «Нчанга Рейнджерс», у якій провів один сезон. 
Своєю грою за цю команду привернув увагу представників тренерського штабу клубу «Занако», до складу якого приєднався 2015 року. Відіграв за команду з Лусаки наступні п'ять сезонів своєї ігрової кар'єри.
Згодом з 2021 по 2023 рік грав у складі команд «ЗЕСКО Юнайтед» та «Секхукхуне Юнайтед».
До складу клубу «ЗЕСКО Юнайтед» приєднався 2023 року. 

## Виступи за збірну
У 2014 році дебютував в офіційних матчах у складі національної збірної Замбії.
| Дата       | Місто         | Господарі        | Результат | Гості             | Турнір                                  | Голи | Примітки |
| ---------- | ------------- | ---------------- | --------- | ----------------- | --------------------------------------- | ---- | -------- |
| 7-6-2014   | Тампа         | Японія           | 4 – 3     | Замбія            | товариський матч                        | -4   |          |
| 5-8-2017   | Лусака        | Замбія           | 0 – 0     | Ефіопія           | товариський матч                        | -    |          |
| 21-3-2018  | Ндола         | Замбія           | 2 – 2     | Зімбабве          | товариський матч                        | -2   |          |
| 24-3-2018  | Ндола         | Замбія           | 0 – 2     | ПАР               | товариський матч                        | -2   |          |
| 23-3-2019  | Лусака        | Замбія           | 4 – 1     | Намібія           | Відбір до Кубка африканських націй 2021 | -1   |          |
| 10-10-2019 | Ніамей        | Нігер            | 1 – 1     | Замбія            | товариський матч                        | -1   | 45'      |
| 13-10-2019 | Котону        | Бенін            | 2 – 2     | Замбія            | товариський матч                        | -1   | 63'      |
| 14-11-2019 | Бліда         | Алжир            | 5 – 0     | Замбія            | Відбір до Кубка африканських націй 2021 | -5   |          |
| 13-11-2021 | Лусака        | Замбія           | 4 – 0     | Мавританія        | Відбір до ЧС 2022                       | -    |          |
| 16-11-2021 | Туніс (місто) | Туніс            | 3 – 1     | Замбія            | Відбір до ЧС 2022                       | -3   |          |
| 25-3-2022  | Браззавіль    | Республіка Конго | 1 – 3     | Замбія            | товариський матч                        | -1   |          |
| 27-3-2022  | Анталія       | Замбія           | 1 – 2     | Бенін             | товариський матч                        | -2   |          |
| 3-6-2022   | Ямусукро      | Кот-д'Івуар      | 3 – 1     | Замбія            | Відбір до Кубка африканських націй 2023 | -3   |          |
| 7-6-2022   | Лусака        | Замбія           | 2 – 1     | Коморські Острови | Відбір до Кубка африканських націй 2023 | -1   |          |
| 17-11-2022 | Петах-Тіква   | Ізраїль          | 4 – 2     | Замбія            | товариський матч                        | -4   |          |
| 23-3-2023  | Ндола         | Замбія           | 3 – 1     | Лесото            | Відбір до Кубка африканських націй 2023 | -1   |          |
| 26-3-2023  | Совето        | Лесото           | 0 – 2     | Замбія            | Відбір до Кубка африканських націй 2023 | -    |          |
| Усього     |               | Матчів           | 17        |                   | Голів                                   | 30   |          |